# Sally Benson

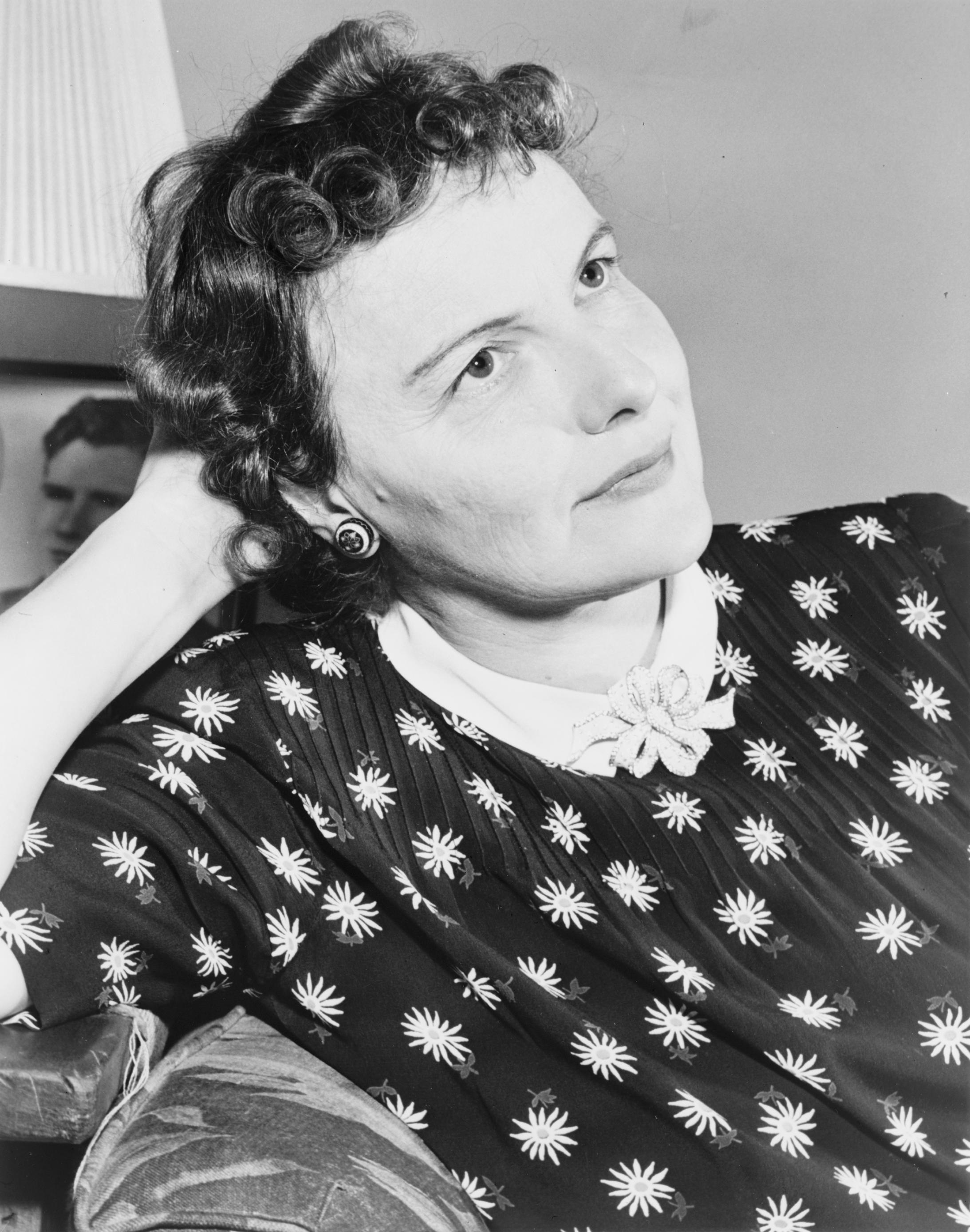
Sally Benson 1941

Sally Benson (* 3. September 1897 in St. Louis, Missouri; † 19. Juli 1972 in Woodland Hills, Kalifornien) war eine US-amerikanische Drehbuchautorin und Autorin von Kurzgeschichten.

## Leben
Benson verbrachte die ersten Jahre ihrer Kindheit in St. Louis, bis sie im Alter von zehn Jahren mit ihrer Familie nach New York City umzog. Im Alter von 19 Jahren ging sie eine Ehe mit Reynolds Benson ein, die beiden hatten ein gemeinsames Kind. Einige Jahre später erfolgte ihre Trennung. Sie arbeitete zunächst als Journalistin und verfasste dann Artikel u. a. für den The New Yorker. Für einige ihrer Kurzgeschichten schrieb sie unter dem Pseudonym Esther Evarts.
1942 wurden einige ihrer Geschichten unter dem Titel Meet me in St. Louis gesammelt in einem Buch veröffentlicht. Auf Grundlage dessen wurde im Jahr 1944 der Film Meet Me in St. Louis veröffentlicht. An diesem war Benson auch beteiligt, jedoch wurde das Drehbuch von anderen verfasst.
Auch ihr 1941 veröffentlichtes Buch Junior Miss wurde verfilmt. Unter der Regie von George Seaton entstand 1945 ein gleichnamiger Spielfilm.
Benson selbst wandte sich ab 1943 dem Drehbuchschreiben zu und war auf diesem Gebiet bis Mitte der 1960er Jahre aktiv.
1947 waren sie und Talbot Jennings für das Drehbuch zu Anna und der König von Siam in der Kategorie Bestes adaptiertes Drehbuch für den Oscar nominiert. 1950 erhielt sie für ihre Arbeit an …und der Himmel lacht dazu zusammen mit Oscar Millard eine Nominierung für den WGA Award der Writers Guild of America.

## Filmografie (Auswahl)
- 1943: Im Schatten des Zweifels (Shadow of a Doubt)
- 1947: Anna und der König von Siam (Anna and the King of Siam)
- 1949: Kleine tapfere Jo (Little Women)
- 1949: …und der Himmel lacht dazu (Come to the Stable)
- 1949: Verschwörer (Conspirator)
- 1950: Entgleist (No Man of Her Own)
- 1963: Summer Magic
- 1963: Wegweiser zum Mord (Signpost to Murder)
- 1964: Tolle Nächte in Las Vegas (Viva Las Vegas)
- 1966: Dominique – Die singende Nonne (The Singing Nun)